# Syriska demokratiska styrkorna
Syriska demokratiska styrkorna (kurdiska: Hêzên Sûriya Demokratîk; arabiska: قوات سوريا الديمقراطية, Quwwāt Sūriyā al-Dīmuqrāṭīya; syriska: ܚܝ̈ܠܘܬܐ ܕܣܘܪܝܐ ܕܝܡܩܪܛܝܬܐ, Ḥaylawotho d'Suriya Demoqraṭoyto, ofta förkortat som SDF eller QSD, är en militär allians och part i Syriska inbördeskriget. Den skapades 10 december 2015 och samlar i första hand kurdiska, syrianska/assyriska och arabiska styrkor i kamp mot Islamiska staten (IS).

## Bakgrund

### Beståndsdelar
SDF är en allians mellan olika syriska miliser bestående av kurder, araber, syrianer, armenier, turkmener och tjerkesser. Det gemensamma målet är att befria (delar av) Syrien från Islamska staten samt andra islamistiska grupper. Alliansen säger sig kämpa för att skapa ett sekulärt, demokratiskt och federalt Syrien. Dess mål och militära operationer är del av en "Rojava-revolution" i norra Syrien, där invånarna arbetar för ett de facto självstyre baserat på principerna om direktdemokrati och demokratisk konfederalism.
Storleken på SDF:s militära styrkor varierar, och siffror på 55 000 och 80 000 har nämnts.

### Grundande
SDF:s grundande meddelades  den 11 oktober 2015 i samband med en presskonferens i al-Hasaka.
Alliansen bygger delvis vidare på de framgångsrika operationerna under namnet "Eufratvulkanen". Under den här etiketten samarbetade YPP och delar av Fria syriska armén för att driva ut IS ur Kobane. Senare har andra lokala, arabiska styrkor anslutit sig, grupper som varit delaktiga i återerövrandet av Tall Abyaḑ, al-Hasaka och andra viktiga orter.

### Relationer
10 december 2015 grundades, efter en två dagar lång konferens, SDF:s politiska gren med namnet Syriska demokratiska rådet. Utkastet till den uppdaterade författningen från 2016 i Rojava-federationen nämner SDF som dess officiella försvarsstyrka.
Cirka 60 procent av SDF:s medlemmar är etniska kurder.
En del av de tidigare USA-tränade syriska rebellgrupperna är också del av SDF. De ägnar sig bland annat åt spaningsverksamhet, där de ger underlag åt flygattacker mot IS från den internationella koalitionen. Dessutom ägnar de sig åt att rekrytera fler "moderata rebeller".

### Motståndare
Förutom IS är SDF i kamp mot de islamistiska delarna av Syriens oppositionsgrupper. Dessa, som själva får stöd av Turkiet, motsätter sig det internationella stödet åt det sekulärt inriktade SDF.

## Verksamhet
De syriska demokratiska styrkorna har främst lagt sitt fokus på kampen mot Islamiska staten. Man har lyckats driva ut IS från viktiga områden som Shaddadi, Al-Hawl och Tishrindammen.
Under sommaren 2016 var alliansen aktiv i Manbijoffensiven och dess mål att erövra Manbij och regionen runtomkring. Under sensommaren och hösten 2016 har den turkiska armén varit i strid med SDF efter att Turkiet inlett militäroperationen Operation Eufrats sköld.